# Aicom
Aicom è stata un'azienda videoludica giapponese fondata nel 1988. Venne acquisita da Sammy Industry nel 1992, per poi separarsene nel 1996, dando vita a Yumekobo; con tale nome proseguì l'attività fino alla sua chiusura definitiva nel 2001 a seguito della bancarotta di SNK (da cui dipendeva finanziariamente).

## Lista di videogiochi Aicom
| Titolo                                                                                 | Data       | Genere            | Piattaforma                 | Regione           |
| -------------------------------------------------------------------------------------- | ---------- | ----------------- | --------------------------- | ----------------- |
| Chuugoku Senseijutsu                                                                   | 1988       | Vario             | NES                         | JP                |
| Amagon (Totsuzen! Macho Man in Giappone)                                               | 1988, 1989 | Azione            | NES                         | JP, NA            |
| Hoops (Moero!! Junior Basket: Two on Two in Giappone)                                  | 1988, 1989 | Sportivo          | NES                         | In tutto il mondo |
| The Legendary Axe (Makyou Densetsu in Giappone)                                        | 1988, 1989 | Azione            | TurboGrafx-16               | JP, NA            |
| A.B. Cop                                                                               | 1989       | Guida             | Arcade                      | NA                |
| Flying Hero (BlazeBusters negli Stati Uniti d'America)                                 | 1989       | Azione            | NES                         | JP                |
| P47 Thunderbolt                                                                        | 1989       | Azione            | TurboGrafx-16               | JP                |
| All-Pro Basketball (Zenbei!! Pro Basketball in Giappone)                               | 1989       | Sportivo          | NES                         | NA, JP            |
| Takeda Shingen                                                                         | 1989       | Azione            | TurboGrafx-16               | JP                |
| Racing Hero                                                                            | 1989       | Guida             | Arcade                      | NA                |
| The Astyanax (The Lord of King in Giappone)                                            | 1989, 1990 | Platform          | Arcade, NES                 | In tutto il mondo |
| Takin' It To The Hoop (USA Pro Basketball in Giappone)                                 | 1989, 1990 | Azione            | TurboGrafx-16               | JP, NA            |
| The Mafat Conspiracy (Golgo 13 The Riddle of Icarus in Giappone)                       | 1990       | Azione            | NES                         | JP, NA            |
| Saint Dragon                                                                           | 1990       | Azione            | TurboGrafx-16               | JP                |
| Ultimate Basketball (Taito Basketball in Giappone)                                     | 1990, 1991 | Sportivo          | NES                         | NA, JP            |
| Totally Rad (Magic John in Giappone)                                                   | 1990, 1991 | Azione, Avventura | NES                         | JP, NA            |
| Vice: Project Doom (Gun-Dec in Giappone)                                               | 1991       | Azione, Guida     | NES                         | JP, NA            |
| Blaster Master Boy (Blaster Master Jr. in Europa, Bomber King: Scenario 2 in Giappone) | 1991       | Azione, Platform  | Game Boy                    | In tutto il mondo |
| Battle Blaze                                                                           | 1992       | Picchiaduro       | SNES, Arcade                | JP, NA            |
| Viewpoint                                                                              | 1992, 1995 | Sparatutto        | Arcade, Neo Geo, Neo Geo CD | JP, NA            |
| Football Fury (Ultimate Football in Giappone)                                          | 1992, 1993 | Sportivo          | SNES                        | JP, NA            |
| Jyanshin Densetsu: Quest of Jongmaster                                                 | 1994       | Rompicapo         | Arcade                      | JP                |
| Pulstar                                                                                | 1995       | Azione            | Neo Geo, Neo Geo CD, Arcade | JP, NA            |
| Fuuun Gokuu Ninjin                                                                     | 1996       | Azione            | PlayStation                 | JP                |

## Lista di videogiochi Yumekobo
| Titolo                                                                      | Data       | Genere      | Piattaforma          | Regione           |
| --------------------------------------------------------------------------- | ---------- | ----------- | -------------------- | ----------------- |
| Blazing Star                                                                | 1998       | Sparatutto  | Arcade, Neo Geo      | NA, JP            |
| Pocket Tennis                                                               | 1998, 1999 | Sportivo    | Neo Geo Pocket Color | JP, NA            |
| Athena: Awakening from the Ordinary Life                                    | 1999       | Avventura   | PlayStation          | JP                |
| Puzzle Link (Tsunagete Pon! Color in Giappone)                              | 1999       | Rompicapo   | Neo Geo Pocket Color | JP, NA            |
| Pocket Tennis Color                                                         | 1999       | Sportivo    | Neo Geo Pocket Color | JP, NA            |
| Biomotor Unitron                                                            | 1999       | RPG         | Neo Geo Pocket Color | JP, NA            |
| Prehistoric Isle 2 (Genshitou 2 in Giappone; Jointly developed with Saurus) | 1999       | Sparatutto  | Arcade, Neo Geo      | NA, JP            |
| Biomotor Unitron 2                                                          | 2000       | RPG         | Neo Geo Pocket Color | JP                |
| SNK Gals' Fighters                                                          | 2000       | Picchiaduro | Neo Geo Pocket Color | In tutto il mondo |
| Puzzle Link 2 (Tsunagete Pon! 2 in Giappone)                                | 2000       | Rompicapo   | Neo Geo Pocket Color | JP, NA            |